# Karl Pschigode
Karl Pschigode (* 28. April 1907 in Düsseldorf; † 22. März 1971 in München) war ein deutscher Schauspieler und Theaterintendant.
Pschigode kam 1942 als Schauspieler nach Nürnberg. 1947 übernahm er als Intendant, ab 1953 als Generalintendant, die Leitung der Städtischen Bühnen Nürnberg (heute: Staatstheater Nürnberg). Er blieb bis 1970 im Amt.

## Auszeichnungen
- 1959: Bayerischer Verdienstorden
- 1969: Silbernes Blatt der Dramatiker Union
- Benennung des Platzes vor dem Schauspielhaus Nürnberg nach Pschigode